# Gare de Saint-Pierre-en-Faucigny
Gare de Saint-Pierre-en-Faucigny vasútállomás Franciaországban, Saint-Pierre-en-Faucigny településen.

## Vasútvonalak
Az állomást az alábbi vasútvonalak érintik:
- La Roche-sur-Foron–Saint-Gervais-vasútvonal

## Kapcsolódó állomások
A vasútállomáshoz az alábbi állomások vannak a legközelebb:
- Gare de La Roche-sur-Foron (Coppet vasútállomás, La Roche-sur-Foron–Saint-Gervais-vasútvonal, Léman Express Line 3)
- Gare de Bonneville (Gare de Saint-Gervais-les-Bains-Le Fayet, La Roche-sur-Foron–Saint-Gervais-vasútvonal, Léman Express Line 3)